# 林超 (正統舉人)
林超（15世紀—15世紀），字彥昇，號樂澹，廣東廣州府新會縣北到人，明朝政治人物。

## 生平
林超是正統六年（1441年）辛酉科廣東鄉試舉人，授北流知縣，設置社學教育人民，鑄造農具推廣農事，博白、陸川紛紛效法，又設法抵禦攻至城下的瑤族人，其後他被中傷，北流士民紛紛向朝廷表揚其功績，梧州府知府袁秉衷提出挽留，他推辭說：「我七十多歲了，豈堪挽留求容於世？」辭官回鄉，徜徉山水間，人們比擬為陶淵明。

## 引用
1. 1 2  道光《新會縣志·卷八·人物上》：林超，字彥昇，號樂澹，北到人，舉正統六年鄉薦，授廣西北流令，以邑不知小學，建社學以養蒙，以邑不知稼穡，修耒耜以督耕，由是博白、陸川咸法焉；猺寇薄城下，設奇走之，後中於讒，闔邑士民赴當道上其功，梧守袁秉衷申請兩院留之，超辭曰：「余年幾七十，豈堪俛仰求容於世？」遂浩然解組歸，徜徉山水間，人謂其似陶靖節云。 王志
2. ↑  光緒《北流縣志·卷十三·秩官》：林超，字彥昇，新會舉人，景泰間知北流縣，勵學勸農，設奇禦寇，士民愛戴，赴當道請留，後以年老乃解組歸，去之日行李蕭然。